# 佳能 EOS R5 C
佳能 EOS R5 C是佳能于 2022 年 3 月推出的一款创新型全画幅无反相机。属于佳能 EOS R 系列，其基于EOS R5改良而来，全新设计的散热构造与散热风扇，并采用自主研发的约 4500 万有效像素全画幅 CMOS 图像感应器，配合 DIGIC X 数字影像处理器，它融合了 CINEMA EOS 电影系统专业的视频拍摄能力。常用感光度为 ISO 100 - 51200（以 1/3 级、1 级为单位调节），扩展 ISO 感光度（等同值）可达 L (50) - H (102400)。

## 技术规格[6]
相机配备 3.2 英寸、210 万像素的 TFT 彩色液晶监视器，视角水平和垂直约 170°。采用 OLED 彩色电子取景器，为拍摄者提供清晰的实时画面预览。其内置和外接麦克风。

### 文件格式
支持 Cinema RAW Light 文件格式，在保留 RAW 文件丰富影像细节的同时，有效减小文件体积。此外，它还支持广播电视常用的XF-AVC 格式，最高 4K/120P 的高帧频设置。

### 连拍性能
电子快门下最高约 20 张 / 秒，机械快门 / 电子前帘快门下最高约 12 张 / 秒的高速连拍。

### 对焦性能
搭载佳能全像素双核 CMOS AF 对焦系统，支持眼睛 / 面部 / 头部检测对焦，可调整 10 档对焦速度和 7 档追踪响应性，搭载具有深度学习的 EOS iTR AF X技术。

### 操作便利性
设有 13 个可灵活自定义的功能按钮。其镁合金机身具备防水滴防尘性能，坚固耐用。相机搭载了多机位拍摄必需的时间码端子，以及支持专业音频输入的多功能靴，支持数字音频接口。
1. ↑  . SNAPSHOT - Canon Singapore Pte. Ltd.   [2025-07-22] （中文（臺灣））.
2. ↑  . Yahoo News. 2022-01-19  [2025-07-22] （中文（香港））.
3. ↑  . m.canon.com.cn.   [2025-07-22].
4. ↑  . 信報網站 hkej.com.   [2025-07-22] （中文（香港））.
5. ↑  . DCFever. 2022-03-22  [2025-07-22] （中文（香港））.
6. ↑  Andrew. . PCM. 2022-01-20  [2025-07-22] （中文（香港））.
7. ↑  . www.lingonet.com.tw.   [2025-07-22].